# Bataille de Sablat
Guerre de Trente Ans
Batailles
La bataille de Sablat eut lieu le 10 juin 1619 en Bohême. Ce fut un des premiers combats armés de la guerre de Trente Ans.

## La bataille
Cette bataille opposa l'armée protestante, dont le commandement était assuré par Ernst von Mansfeld, à l'armée catholique du Saint-Empire commandée par Bucquoy, et se termina par la victoire de cette dernière.
Bucquoy força von Mansfeld à combattre alors que celui-ci était en route vers Budweis. Mansfeld fut sévèrement défait et perdit au moins 1 500 hommes, ainsi que tout son matériel. À la suite de cet événement, les Tchèques durent abandonner le siège de Budweis. Mansfeld resta par la suite inactif pendant un certain temps (il ne prit pas part à la bataille de la Montagne-Blanche), et alla par la suite jusqu'à proposer ses services à l'empereur.

## Sources bibliographiques
- Geoffrey Parker, The Thirty Years' War, London Boston, Routledge & Kegan Paul, 1984, 340 p. (ISBN 978-0-415-02534-8). 340 pages.